# Mehmed III
Mehmed III, detto il Giusto (in turco ottomano: محمد ثالث Meḥmed-i sālis; Magnesia, 26 maggio 1566 – Istanbul, 22 dicembre 1603), è stato sultano dell'Impero ottomano dal 1595 fino alla sua morte.

## Biografia
Primo figlio maschio di Murad III e di Safiye Sultan, un'albanese, dagli altipiani Dukagjin. Il suo bisnonno, Solimano il Magnifico, morì l'anno in cui Mehmed nacque e suo nonno divenne il nuovo sultano, Selim II. Suo nonno morì quando Mehmed era ancora un bambino e il padre di Mehmed, Murad III, divenne sultano nel 1574. Nel 1595, quando aveva 28 anni, successe al padre.
Mehmed trascorse la maggior parte del suo tempo a Manisa con suo padre Murad e sua madre Safiye; il suo primo insegnante fu Ibrahim Efendi. La sua circoncisione avvenne il 29 maggio 1582 quando aveva 16 anni.

## Regno

### Lotta di potere a Costantinopoli
Appena salito al trono fece assassinare i 19 fratellastri, compresi quelli minorenni per evitare possibili pretese al trono. A quel tempo nell'Impero ottomano l'usanza di uccidere i fratelli appena si era saliti al trono era tutt'altro che rara e anche i sultani precedenti l'avevano usata (per maggiori dettagli vedi legge del fratricidio).
Mehmet III fu un sovrano inattivo, lasciando il governo a sua madre Safiye Sultan. Il suo primo problema principale era la rivalità tra due dei suoi visir, Serdar Ferhad Pascià e Koca Sinan Pascià, e i loro sostenitori. Sua madre e suo cognato Damat Ibrahim Pascià supportarono Koca Sinan Pascià, impedendo a Mehmed III di assumere il controllo del problema stesso. La situazione degenerò fino a causare gravi malcontenti fra i giannizzeri. Il 7 luglio 1595, Mehmed III finalmente licenziò Serdar Ferhad Pascià dalla carica di Gran Visir a causa del suo fallimento in Valacchia e lo sostituì con Sinan.
Mehmet lasciò quasi tutta l'amministrazione dei territori in mano ai ministri e agli eunuchi di corte i quali approfittarono di ciò per accrescere il loro potere.

### Guerra austro-ungarica
Il maggiore evento del suo regno fu la Guerra dei tredici anni d'Ungheria (1593-1606), chiamata anche "Lunga Guerra". Le sconfitte ottomane portarono Mehmet III a prendere direttamente il comando dell'esercito, primo sultano a farlo dalla morte di Solimano I nel 1566. Comandati dal sultano, gli ottomani conquistarono Eger nel 1596. Infine gli ottomani decisero di affrontare il nemico e sconfissero gli Asburgo nella battaglia di Keresztes.
Tuttavia, la vittoria nella battaglia di Keresztes fu presto frenata da alcune perdite importanti, tra cui la perdita di Győr e la sconfitta delle forze ottomane guidate da Hafız Ahmed Pascià dalle forze valacche sotto Michele il Coraggioso a Nikopol nel 1599. Nel 1600, le forze ottomane sotto Tiryaki Hasan Pascià conquistarono Nagykanizsa dopo un assedio di 40 giorni.

### Rivolte Celali
Un altro evento importante del suo regno furono le rivolte Celali in Anatolia. Karayazıcı Abdülhalim, un ex ufficiale ottomano, prese la città di Urfa e si dichiarò sultano nel 1600. Le voci sulla sua rivendicazione del trono si diffusero a Costantinopoli e Mehmed ordinò che i ribelli fossero trattati duramente per dissipare le voci, tra queste, era l'esecuzione di Hüseyin Pasha, che Karayazıcı Abdülhalim definì Gran Visir. Nel 1601, Abdülhalim fuggì nelle vicinanze di Samsun dopo essere stato sconfitto dalle forze di Sokulluzade Hasan Pascià, il governatore di Baghdad. Tuttavia, suo fratello, Deli Hasan, uccise Sokulluzade Hasan Pasha e sconfisse le truppe sotto il comando di Hadim Hüsrev Pasha. Poi marciò sulla città di Kütahya, che catturò ed incendiò.

## Relazioni con l'Inghilterra
Nel 1599, il quarto anno del regno di Mehmed III, la regina Elisabetta I inviò un convoglio di doni alla corte ottomana. Questi doni erano originariamente destinati al predecessore del sultano, Murad III, che era morto prima del loro arrivo. Incluso in questi regali c'era un grande organo a orologeria tempestato di gioielli che fu assemblato sul pendio del giardino privato reale da un gruppo di ingegneri tra cui Thomas Dallam. L'organo necessitò di molte settimane per essere completato e presentava sculture danzanti come uno stormo di merli che cantavano e agitavano le ali alla fine della musica. Tra i doni inglesi c'era anche una carrozza cerimoniale, accompagnata da una lettera della regina alla madre di Mehmed, Safiye Sultan. Questi doni avevano lo scopo di rinforzare le relazioni tra i due paesi, basandosi sull'accordo commerciale firmato nel 1581 che dava la priorità ai mercanti inglesi nella regione ottomana. Sotto la minaccia incombente della presenza militare spagnola, l'Inghilterra era ansiosa di garantirsi un'alleanza con gli ottomani; le due nazioni insieme avevano la capacità di dividere il potere. I doni di Elisabetta arrivarono in una grande nave mercantile da 27 cannoni che Mehmed ispezionò personalmente, una chiara dimostrazione della forza marittima inglese che lo avrebbe spinto a rinnovare la sua flotta negli anni successivi del suo regno. L'alleanza anglo-ottomana non sarebbe mai stata consumata, tuttavia, poiché le relazioni tra le nazioni divennero stagnanti a causa dei sentimenti antieuropei nati dal peggioramento della guerra austro-ottomana e dalla morte dell'interprete di Safiye Sultan e del capo filo-inglese Hasan Pasha.

## Morte
Morì il 22 dicembre 1603. Secondo una fonte, la causa della sua morte fu il rimorso e il dolore causato dall'aver giustiziato suo figlio, Şehzade Mahmud. Secondo un'altra fonte morì di peste, vaiolo o di ictus.

## Famiglia

### Consorti
Mehmed III aveva tre consorti note, nessuna delle quali, secondo i registri dell'harem, deteneva il titolo di Haseki Sultan:
- Handan Hatun. Madre e Valide Sultan di Ahmed I.
- Halime Hatun. Madre e Valide Sultan di Mustafa I.
- Fülane Hatun. Concubina morta durante un'epidemia di peste o vaiolo nel 1598, madre di un figlio infante morto con lei[14][15]

### Figli
Mehmed III aveva almeno otto figli:
- Şehzade Selim (Manisa, 1585 - Costantinopoli, 20 aprile 1597) - con Handan. Morì di scarlattina.
- Şehzade Süleyman (Manisa, 1586? - Costantinopoli, 1597) - con Handan. Morì di scarlattina.
- Şehzade Mahmud (Manisa, 1587 - Costantinopoli, 7 giugno 1603) - con Halime.  Venne giustiziato da suo padre.
- Ahmed I (Manisa, 18 aprile 1590 - Costantinopoli, 22 novembre 1617) - con Handan. Successe a suo padre come sultano.
- Şehzade Osman (Costantinopoli, 1597 - Costantinopoli, 1601) - con Handan.
- Şehzade Fülan (Costantinopoli, 1597/1598 - Costantinopoli, 1598) - con Fülane. Morì con sua madre durante un'epidemia di peste o vaiolo.
- Şehzade Cihangir (Costantinopoli, 1599 - Costantinopoli, 1602) - madre ignota.
- Mustafa I (Costantinopoli, circa 1600/1602 - Costantinopoli, 20 gennaio 1639) - con Halime. Mentalmente instabile, fu due volte sultano, ma entrambe venne deposto rapidamente a favore, rispettivamente, di Osman II e Murad IV, entrambi figli del suo fratellastro e predecessore Ahmed I.

### Figlie
Mehmed III aveva almeno dieci figlie:
- Fatma Sultan (Manisa, 1584? - ?) - con Handan. Sposò il governatore del Il Cairo, Mahmud Pasha, all'inizio del 1600, probabilmente Tiryaki Hasan Pascià nel 1604, da cui ebbe un figlio e due figlie, rimanendo vedova nel 1611, e infine il Gran Visir Güzelce Ali Pasha nel 1616, rimanendo vedova nel 1621.
- Ayşe Sultan (c. 1587 - dopo il 1614) - con Handan. Sposò Destari Mustafa Pasha, dalla quale ebbe un figlio e due figlie che morirono giovani. Alcune fonti suggeriscono anche che in seguito abbia sposato Gazi Hüsrev Pasha. Venne sepolta nel mausoleo di Destari insieme ai loro figli, nella moschea di Şehzade.
- Beyhan Sultan (Manisa, prima del 1590 - ?) - madre ignota.  Sposò nel 1612 Damat Halil Pascià. Ebbero due figli, Sultanzade Mahmud Bey e Sultanzade Ebubekir Bey.
- Hatice Sultan (Manisa, 1590 - Costantinopoli, 1613) - con Halime. Sposò in prime nozze, prima del 1604, Mirahur Mustafa Pascià, e in seconde nozze, il 10 febbraio 1612, Cağaloğlu Mahmud Pascià (morto nel 1643), figlio di Scipione Cicala e Saliha Hanimsultan (figlia di Ayşe Hümaşah Sultan, nipote di Solimano il Magnifico). Morì poco dopo il secondo matrimonio e fu sepolta nel suo mausoleo nella Moschea di Şehzade.
- Şah Sultan (Manisa, 1592? - Costantinopoli, dopo il 1623) - con Halime, sposò nel 1604 (consumato nel marzo 1606) il futuro Gran Visir Kara Davud Pascià. Ebbero un figlio, Sultanzade Süleyman Bey, e una figlia. Durante il secondo regno di Mustafa, fu sospettata, insieme a suo marito, di voler insediare sul trono suo figlio.
- Hümaşah Sultan (? - ?) - madre ignota. Sposò nell'ottobre 1613 Cagaloglu Mahmud Pasha, vedovo della sua sorellastra Hatice Sultan.
- Esra Sultan (? - ?). Sposò Ali Pasha.
- Ümmügülsüm Sultan (? - dopo il 1622) . Risultava fra le principesse nubili nel 1622.
- Halime Sultan (? - dopo il 1622). Risultava fra le principesse nubili nel 1622.
- Akile Sultan (? - dopo il 1622). Risultava fra le principesse nubili nel 1622.